# Житичи (футбольный клуб)
Областной футбольный клуб «Житичи» (укр. Обласний футбольний клуб «Житичі») — украинский футбольный клуб из Житомира. Основан в 2005 году. Прекратил выступления в чемпионатах Украины в 2006 году.

## История
Клуб был создан в 2005 году, после того как главная команда области «Полесье» прекратила своё существование. После этого в Житомире появились сразу две команды: МФК «Житомир» и ОФК «Житичи» (городская и областная). Президентом областного клуба «Житичи» стал Юрий Опанащук. Он поставил задачу выхода в первую лигу, под которую был приглашён тренер Игорь Надеин. По инициативе президента начали возрождать футбольную базу в селе Кмитов. Большинство игроков «Полесья» оказалось именно в «Житичах». Команда заявилась во вторую лигу, где весь сезон держалась в группе середняков. По ходу сезона «Житичи» были усилены игроками МФК «Житомир», который развалился. «Житичи» стали главной командой области. Сезон был завершён на 8 позиции.
В следующем сезоне 2006/07 «Житичи» не стартовали. Клуб не смог пройти лицензирование со стороны ПФЛ.
Перед сезоном 2011/12 владелец клуба Юрий Опанащук предпринимал попытку возродить «Житичи» во второй лиге, однако полное отсутствие инфраструктуры, а также отсутствие требуемого опыта любительских турниров помешало команде пройти сертификацию в ФФУ.